# Anacamptis israelitica
Anacamptis israelitica là một loài lan.

## Hình ảnh

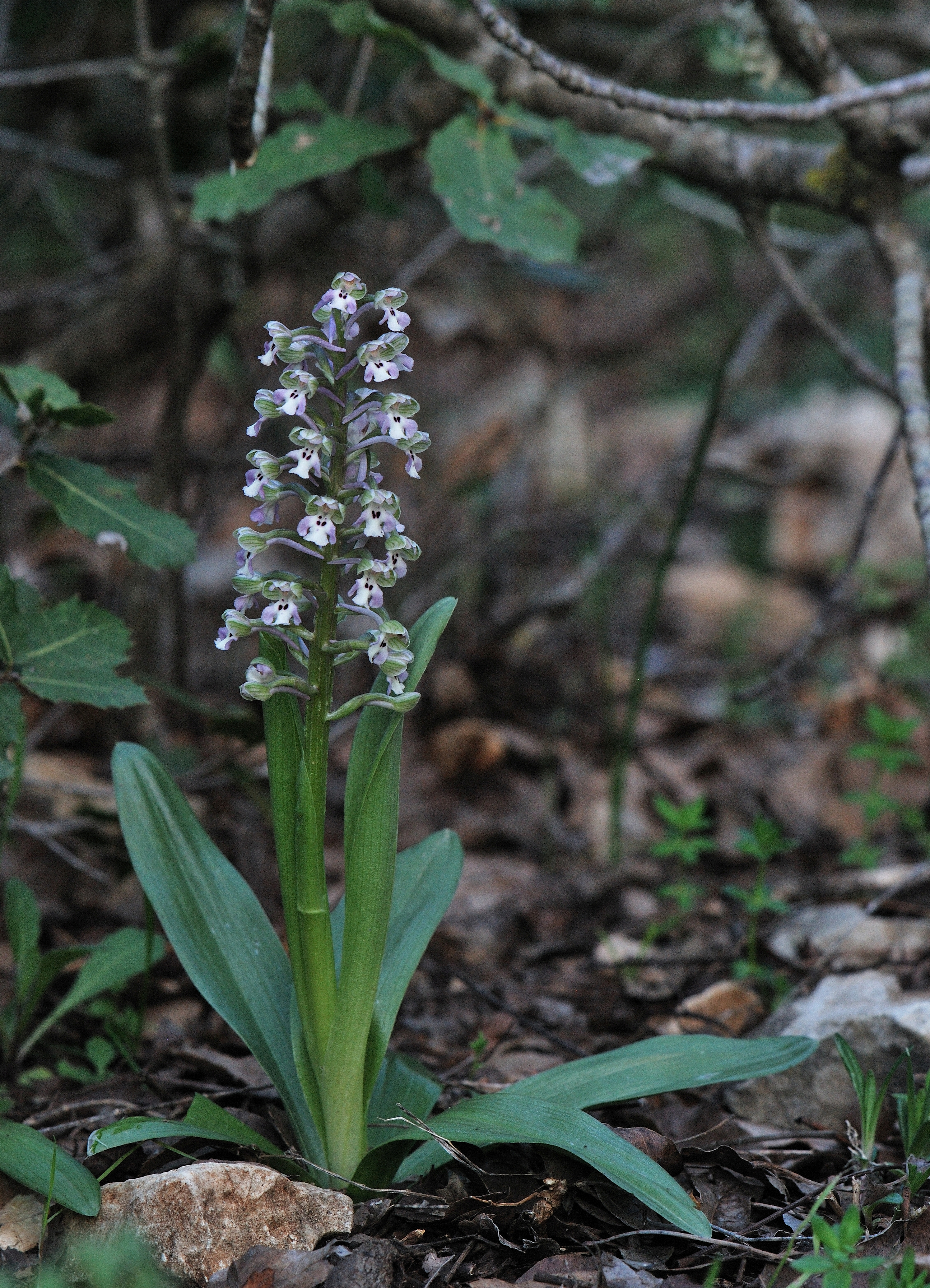
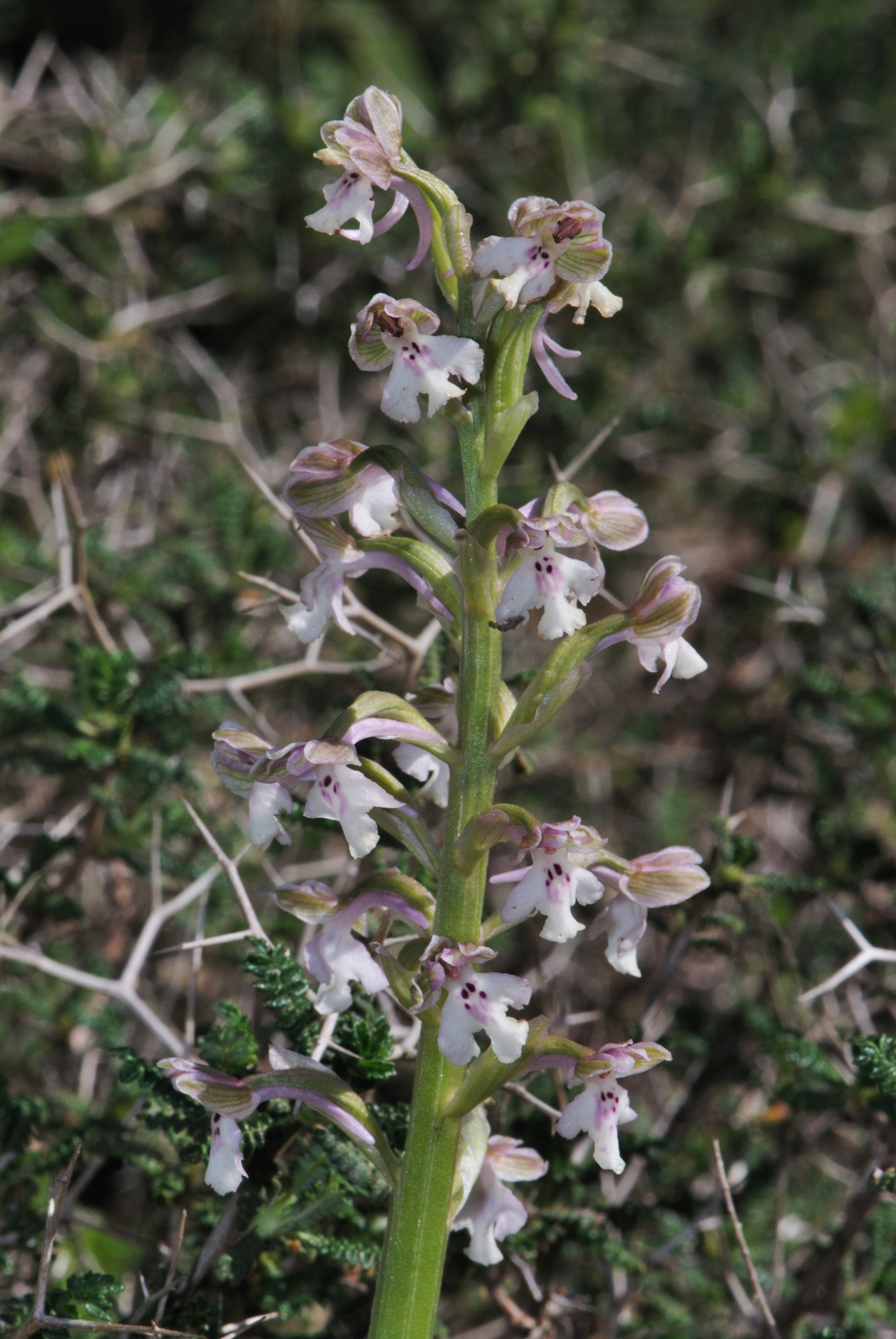
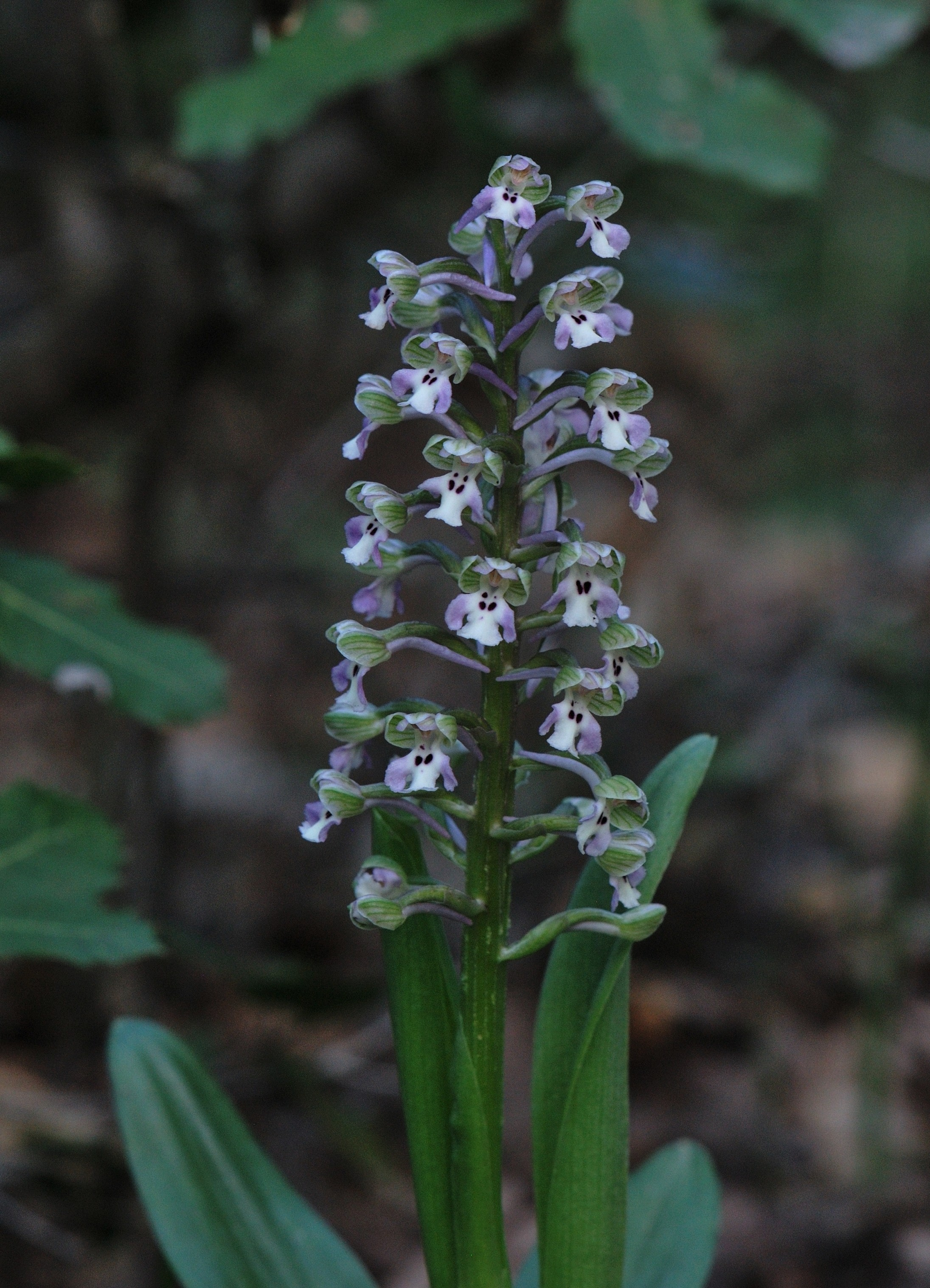
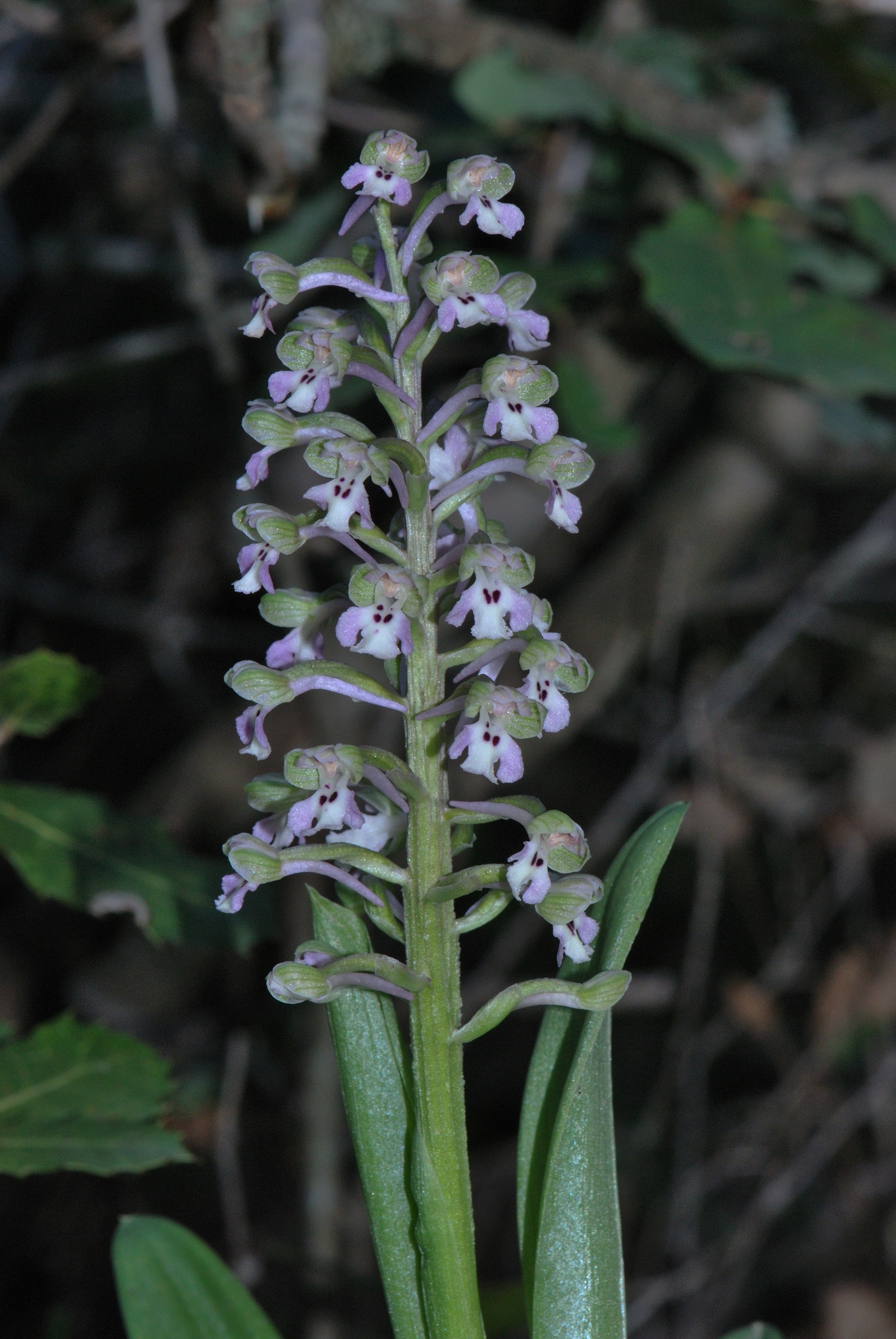